# Relacions francoalemanyes
Les relacions francoalemanyes han estat de gran importància en el desenvolupament de diversos dels principals esdeveniments mundials durant els últims dos segles. Així, els grans conflictes bèl·lics europeus i mundials ens 1870 i 1945 van enfrontar a França i Alemanya.
A pesar d'això, ambdós països han construït des de la dècada de 1950 un entramat de relacions: instituts d'investigació i universitats comunes, un intens intercanvi juvenil, més de 2.000 ciutats agermanades i innombrables contactes personals. Aquesta situació va posar el fonament de la integració política d'Europa. Els dos països són recíprocament el seu principal soci comercial i junts constitueixen el motor econòmic de la Unió Europea (UE).
Ambdós països impulsen una política exterior comuna i fins i tot comparteixen els edificis per a les seues representacions diplomàtiques en Banja Luka (Bòsnia i Hercegovina), Podgorica (Montenegro) i Lilongwe (Malawi).

## Història

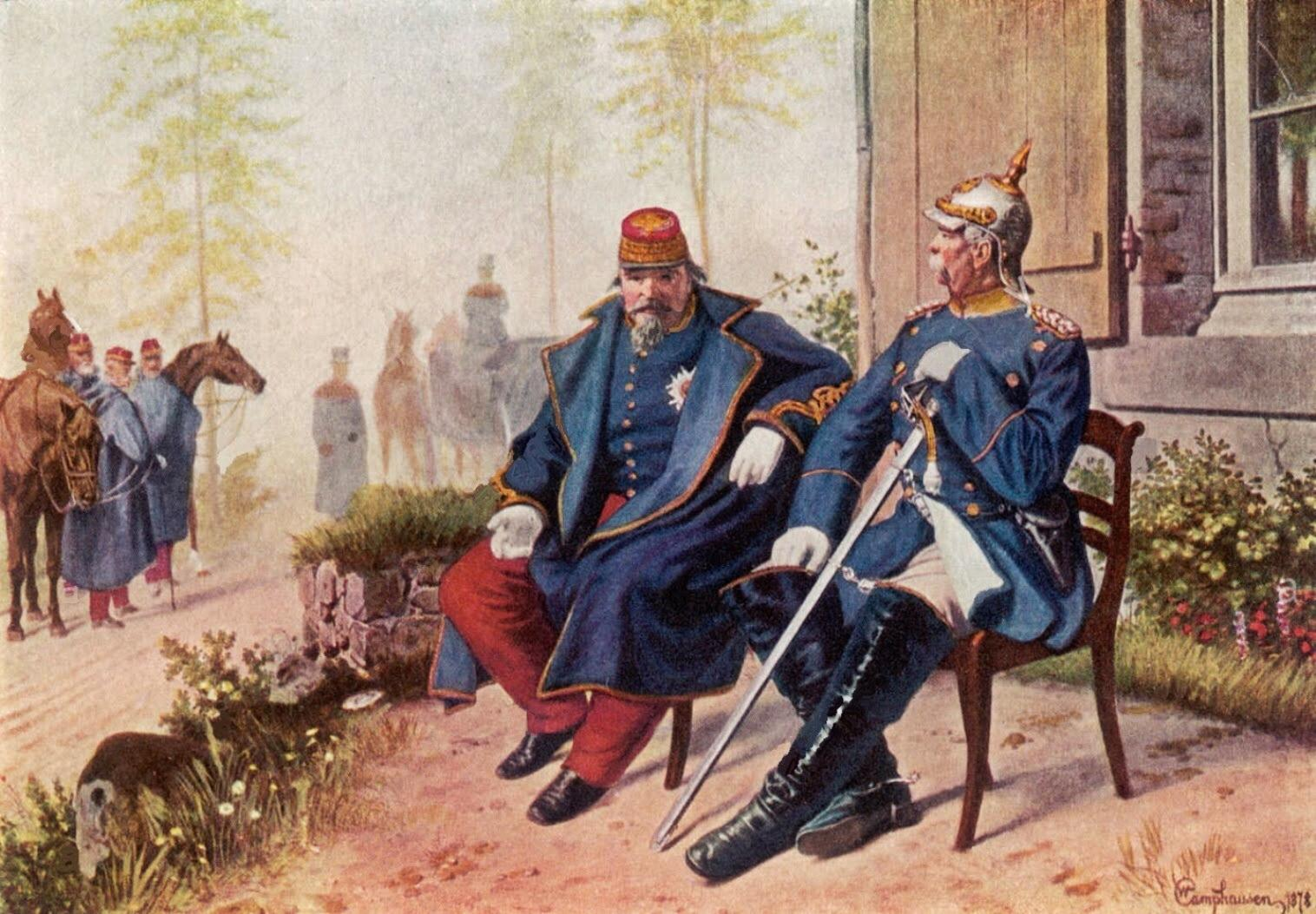
Otto von Bismarck (amb casc) i Napoleó III de França després de la batalla de Sedan

En 1806, a conseqüència de la derrota imperial a la batalla d'Austerlitz, s'estableix la Confederació del Rin, amb el que el Sacre Imperi Romanogermànic queda dissolt, i en 1871 es crea l'Imperi alemany després de la victòria de Prússia en la Guerra francoprussiana, amb el que es va assolir la unificació dels diferents estats alemanys entorn de Prússia i excloent a Àustria.
En 1914 Alemanya declara la guerra a França el 3 d'agost en el marc de la Primera Guerra Mundial, en la qual els alemanys van resultar derrotats per una coalició de França i altres estats. El Reich és dissolt i Alemanya es veu forçada a acceptar el Tractat de Versalles.
En 1939 França declara la guerra a Alemanya, donant inici a l'anomenat guerra de broma, en el marc de la Segona Guerra Mundial, a final de la qual va tenir lloc la invasió alemanya de França i de Bèlgica, els Països Baixos i Luxemburg, que va començar el 10 de maig de 1940. En l'operació Fall Rot, des del 5 de juny, les tropes alemanyes van flanquejar la Línia Maginot per atacar el territori francès i el govern francès marxà a Bordeus, sent ocupat París el 14 de juny. El 17 de juny, el mariscal Pétain anuncià que França demanaria un armistici, que va ser signat a Compiegne el 22 de juny i que entrà en vigor el 25. Per a l'Eix, la campanya va ser una victòria espectacular. França va quedar dividida en una zona d'ocupació alemanya al nord i a l'oest, i una zona lliure al sud on es va formar un estat titella, la França de Vichy. El novembre de 1942, l'Eix també va ocupar la "zone libre" i la França metropolitana va quedar totalment sota l'ocupació de l'Eix fins després dels desemarcaments aliats del 1944
En 1950 el 9 de maig Robert Schuman va pronunciar un discurs preparat juntament amb Jean Monnet, que cercava un acostament entre els dos països i que és considerat com la primera proposta oficial per a la construcció d'una Europa integrada. Aquest text es coneix a partir d'aqueixa data com la Declaració Schuman.
En 1951 el Tractat de París, signat el 18 d'abril, constitueix la Comunitat Europea del Carbó i de l'Acer (CECA) entre Alemanya, França, Bèlgica, Itàlia, Luxemburg i els Països Baixos.
En 1963 el canceller alemany Konrad Adenauer i el president francès Charles de Gaulle van signar el 22 de gener en el Palau de l'Elisi el Tractat Germà-Francès d'Amistat. Aquest conveni va passar a la història amb el nom de Tractat de l'Elisi.

## Nou impuls en el segle XXI
| Procés Blaesheim                                                                                    |
| Reunió d'Aquisgrà                                                                                   |
| 2001 - Blaesheim, 31 de gener - París, 5 de setembre - París, 24 d'octubre                          |
| 2002 - París, 27 de maig - París, 14 d'octubre - Brussel·les, 24 d'octubre - Storkow, 4 de desembre |
| 2003 - Berlín, 24 de febrer - París, 12 d'octubre                                                   |
| 2004 - París, 16 de març - Aquisgrà, 14 de juny - Estrasburg, 1 d'octubre - Lübeck, 2 de desembre   |
| 2005 - Blomberg, 7 de març                                                                          |

Les consultes informals conegudes com a Processe Blaesheim van ser establides al febrer de 2001 per a impulsar l'eix París-Berlín en la construcció de la UE, sent iniciades en la localitat de Blaesheim (Alsàcia), entre el llavors canceller alemany Gerhard Schröder i el President francès Jacques Chirac. A més de les reunions sostingudes entre els dos mandataris, també es van establir reunions periòdiques entre els respectius ministres d'Afers exteriors. Addicionalment i de manera menys freqüent, es porten a terme cimeres francoalemanyes dels seus respectius consells de Ministres.
El 26 d'octubre de 2004 es va celebrar a Berlín la quarta d'aquestes cimeres, que va ser aprofitada pels caps de Govern per a protegir una vegada més l'adhesió de Turquia a la Unió Europea. Des que Angela Merkel assumí el càrrec de Canceller alemanya a la fi del 2005, les relacions bilaterals han mantingut la mateixa intensitat, donant-se continuïtat al Processe Blaesheim i les cimeres de ministres. El 16 de maig de 2007, el primer dia de ser president de França, Nicolas Sarkozy va viatjar a Berlín, on es va entrevistar amb Angela Merkel, i ambdós mandataris van subratllar l'amistat francoalemanya i el compromís amb la Unió Europea (UE).